# Cornelia Bouman
Pour les articles homonymes, voir Bouman.
Cornelia « Kea » Bouman (23 novembre 1903, Almelo – 17 novembre 1998, Delden) est une joueuse de tennis néerlandaise des années 1920.
En 1927, elle devient la première non-Française à remporter le tournoi de Roland-Garros (face à Irene Bowder Peacock). Elle demeure à ce jour la seule Néerlandaise à s'être imposée en simple dans une épreuve du Grand Chelem. Deux ans plus tard, associée à Lilí Álvarez, elle gagne le double dames.
Avec son compatriote Hendrik Timmer, elle décroche une médaille de bronze en double mixte aux Jeux olympiques de Paris en 1924.
Outre le tennis, Kea Bouman s'est illustrée au golf et a été membre de l'équipe nationale féminine de hockey sur gazon.

## Palmarès (partiel)

### Titre en simple dames
| No | Date       | Nom et lieu du tournoi          | Catégorie | Surface      | Finaliste    | Score    |          |
| -- | ---------- | ------------------------------- | --------- | ------------ | ------------ | -------- | -------- |
| 1  | 24/05/1927 | Internationaux de France, Paris | G. Chelem | Terre (ext.) | Irene Bowder | 6-2, 6-4 | Parcours |

### Titre en double dames
| No | Date       | Nom et lieu du tournoi         | Catégorie | Surface      | Partenaire   | Finalistes               | Score    |          |
| -- | ---------- | ------------------------------ | --------- | ------------ | ------------ | ------------------------ | -------- | -------- |
| 1  | 20/05/1929 | Internationaux de France Paris | G. Chelem | Terre (ext.) | Lilí Álvarez | Bobbie Heine Alida Neave | 7-5, 6-3 | Parcours |

## Parcours en Grand Chelem (partiel)
Si l’expression « Grand Chelem » désigne classiquement les quatre tournois les plus importants de l’histoire du tennis, elle n'est utilisée pour la première fois qu'en 1933, et n'acquiert la plénitude de son sens que peu à peu à partir des années 1950.

### En simple dames
| Année | Championnat d'Australasie Championnat d'Australie | Championnat d'Australasie Championnat d'Australie | Championnat de France Internationaux de France | Championnat de France Internationaux de France | Wimbledon       | Wimbledon       | US National   | US National |
| ----- | ------------------------------------------------- | ------------------------------------------------- | ---------------------------------------------- | ---------------------------------------------- | --------------- | --------------- | ------------- | ----------- |
| 1923  | -                                                 | -                                                 | -                                              | -                                              | 2e tour (1/32)  | Aimee Reckitt   | -             | -           |
| 1924  | -                                                 | -                                                 | -                                              | -                                              | 1er tour (1/32) | Mabel Parton    | -             | -           |
| 1925  | -                                                 | -                                                 | -                                              | -                                              | 2e tour (1/16)  | Anna McCune     | -             | -           |
| 1926  | -                                                 | -                                                 | 1/2 finale                                     | Mary Kendall                                   | 1/4 de finale   | Molla Bjurstedt | -             | -           |
| 1927  | -                                                 | -                                                 | Victoire                                       | Irene Bowder                                   | 4e tour (1/8)   | Joan Fry        | 1/4 de finale | Helen Wills |
| 1928  | -                                                 | -                                                 | 1/2 finale                                     | Eileen Bennett                                 | 3e tour (1/16)  | H. Contostavlos | -             | -           |
| 1929  | -                                                 | -                                                 | 1er tour (1/32)                                | Joan Ridley                                    | 3e tour (1/16)  | Joan Ridley     | -             | -           |

À droite du résultat, l’ultime adversaire.

### En double dames
| Année | Championnat d'Australasie Championnat d'Australie | Championnat d'Australasie Championnat d'Australie | Internationaux de France   | Internationaux de France   | Wimbledon                   | Wimbledon              | US National | US National |
| ----- | ------------------------------------------------- | ------------------------------------------------- | -------------------------- | -------------------------- | --------------------------- | ---------------------- | ----------- | ----------- |
| 1926  | -                                                 | -                                                 | 1/4 de finale Ilona Peteri | Kitty McKane Evelyn Colyer | -                           | -                      | -           | -           |
| 1928  | -                                                 | -                                                 | 1/4 de finale Madzy Rollin | Evelyn Colyer Joan Fry     | 1/4 de finale Evelyn Colyer | D. Akhurst Esna Boyd   | -           | -           |
| 1929  | -                                                 | -                                                 | Victoire Lilí Álvarez      | Bobbie Heine Alida Neave   | 1/4 de finale Madzy Rollin  | E. Harvey M. McIlquham | -           | -           |

Sous le résultat, la partenaire ; à droite, l’ultime équipe adverse.

### En double mixte
| Année | Championnat d'Australie | Championnat d'Australie | Internationaux de France | Internationaux de France   | Wimbledon | Wimbledon | US National | US National |
| ----- | ----------------------- | ----------------------- | ------------------------ | -------------------------- | --------- | --------- | ----------- | ----------- |
| 1928  | -                       | -                       | 2e tour (1/8) H. Timmer  | D. Akhurst Jack Crawford   | -         | -         | -           | -           |
| 1929  | -                       | -                       | 3e tour (1/8) H. Timmer  | M. Broquedis R. de Buzelet | -         | -         | -           | -           |

Sous le résultat, le partenaire ; à droite, l’ultime équipe adverse.

## Parcours aux Jeux olympiques

### En simple dames
| # | Date       | Nom de l'olympiade           | Surface      | Résultat      | Ultime adversaire | Score    |          |
| - | ---------- | ---------------------------- | ------------ | ------------- | ----------------- | -------- | -------- |
| 1 | 13/07/1924 | Jeux olympiques d'été, Paris | Terre (ext.) | 3e tour (1/8) | Molla Bjurstedt   | 9-7, 6-0 | Parcours |

### En double mixte
| # | Date       | Nom de l'olympiade          | Surface      | Résultat | Partenaire     | Ultimes adversaires        | Score   |          |
| - | ---------- | --------------------------- | ------------ | -------- | -------------- | -------------------------- | ------- | -------- |
| 1 | 13/07/1924 | Jeux olympiques d'été Paris | Terre (ext.) | Bronze   | Hendrik Timmer | Brian Gilbert Kitty McKane | Forfait | Parcours |